# Georg Fabre
Georg Fabre (zm. ok. 1497) – niemiecki duchowny katolicki, biskup.
Należał do zakonu dominikanów i w latach 1485–1490 był inkwizytorem diecezji dorpackiej w Inflantach. 10 lipca 1490 został mianowany tytularnym biskupem Beer Szewa w Palestynie. Przyjął sakrę biskupią 13 marca 1491 i objął funkcję biskupa pomocniczego arcybiskupa mogunckiego Bertolda von Hennenberga (1484–1504) dla wschodniej części archidiecezji (Turyngii).